# Pseudonapomyza zambiana
Pseudonapomyza zambiana är en tvåvingeart som beskrevs av Cerny 2008. Pseudonapomyza zambiana ingår i släktet Pseudonapomyza och familjen minerarflugor.
Artens utbredningsområde är Zambia. Inga underarter finns listade i Catalogue of Life.